# ماثيو بارتليت
ماثيو بارتليت (بالإنجليزية: Matthew Bartlett)‏ هو لاعب دوري الرغبي أسترالي، ولد في 3 نوفمبر 1983 في Wingham, New South Wales ‏ في أستراليا.